# Cornerback

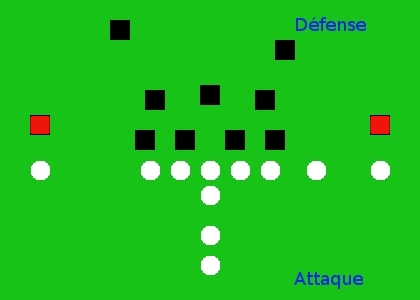
A cornerback elhelyezkedése

A Cornerback (CB) egy védekező pozíció az amerikai futballban. Besorolása szerint: a secondary-k közé tartozik. Legfontosabb feladata levédekezni a receivereket (Lásd még: Wide receiver, Tight End). Passzjátékok ellen hívják őket. Általában kettő van belőlük, több receiver esetén a secondary többi tagja segít az emberfogásban. Egy jó Cornerback hasonlóan gyors, mint a WR-ek, csak épp az ő feladata a labda megakadályozása, nehogy eljusson a "címzetthez". Ha ez mégis megtörténne, az ő dolga lesz, hogy szerelje az elkapót.

## Szerepköre
Mint már a bevezetőben is elmondtuk, az ő feladata, hogy fogja az elkapókat. Ennek két módja van: az emberfogás, és a zónázás.

### Man coverage, azaz az emberfogás
A man coverage lényege, hogy a Cornerback szorosan rátapad a neki kijelölt elkapóra, és megpróbál közel maradni. Ha ez sikerül, az irányító meg se próbálja az elkapónak dobni, vagy ha neki dobná, a CB épp előtte áll, és megpróbálja elkapni (interception), vagy elütni (blokkolás).

Nagy előnye, hogy nagy az esély Interception-re, illetve, hogy az CB-k szinte mindig odaérnek a passzokra. Hátránya azonban, hogy ha a WR gyorsabb, vagy gyorsan irányt változtat, könnyedén lehagyhatja.

Általánosan ezt használják CB-k esetében.

### Zone coverage, azaz a zónázás
A zone coverage lényege, hogy a playben kijelölnek egy területet (zónát), aminek egy részére mozog a CB. Ha meglátja, hogy az irányító egy, a zónájában lévő receivernek próbál passzolni, megpróbál odafutni, és megakadályzni a passz célbaértét.

Előnye, hogy a WR trükkös mozgásai nem akadályozák meg a levédésben a játékost, de a hátránya, hogy lehet keveredés a zónákban (pl. két ember egymásra vár), vagy, ha a zóna túl nagy, a CB nem biztos, hogy oda tud érni.
| Amerikai futball-pozíciók                  | Amerikai futball-pozíciók            | Amerikai futball-pozíciók | Amerikai futball-pozíciók             | Amerikai futball-pozíciók | Amerikai futball-pozíciók               | Amerikai futball-pozíciók | Amerikai futball-pozíciók |
| Offense                                    | Offense                              |                           | Defense                               | Defense                   |                                         | Special teams             | Special teams             |
| ------------------------------------------ | ------------------------------------ | ------------------------- | ------------------------------------- | ------------------------- | --------------------------------------- | ------------------------- | ------------------------- |
| Linemen                                    | Guard, Tackle, Center                | Linemen                   | Nose tackle, Tackle, End, Edge rusher | Rúgó játékosok            | Placekicker, Punter, Kickoff specialist |                           |                           |
| Quarterback                                | Quarterback                          | Linebacker                | Linebacker                            | Snapping                  | Long snapper, Holder                    |                           |                           |
| Backs                                      | Halfback, Fullback, H-back, Wingback | Backs                     | Cornerback, Safety                    | Visszahordás              | Punt returner, Kick returner            |                           |                           |
| Elkapók                                    | Wide receiver, Tight end, Slotback   | Backs                     | Nickelback, Dimeback                  | Szerelés                  | Gunner                                  |                           |                           |
| Formációk - Pozíciók története - Stratégia |                                      |                           |                                       |                           |                                         |                           |                           |